# 神戸市立美野丘小学校
神戸市立美野丘小学校（こうべしりつ みのおかしょうがっこう）は、兵庫県神戸市灘区箕岡通1丁目に所在する公立小学校。

## 沿革
- 1958年（昭和33年）4月1日 - 神戸市立摩耶小学校から分離して開校。

## 通学区域
神戸市灘区。校区は以下の通り。
- 神戸市立長峰中学校
  - 大石、大土平町1 - 2丁目、国玉通2丁目（3番以降）・3丁目、五毛、五毛通1 - 3丁目、篠原伯母野山町1 - 3丁目、篠原北町1 - 4丁目、篠原、高尾通1 - 3丁目、長峰台1 - 2丁目、畑原(ノタ山・長尾山)、箕岡通1 - 3丁目、薬師通1 - 3丁目
- 神戸市立上野中学校
  - 国玉通1丁目(2～4番)・2丁目（1～2番）

## 交通
- 神戸市バス
  - 2・18系統「五毛」バス停から、約450m。ただし、下記にある様に、バス停からは勾配17%の神戸市道の坂を上るため、平場を移動するより、所要時間がかかる。
  - 102系統「美野丘小学校前」バス停から、約80m。

## 校区周辺
- 杣谷川
- 神戸市立長峰中学校
- 神戸海星病院
- 灘丸山公園

## その他
神戸市内に現存する数少ない円形校舎を使用する小学校である（2019年時点で他の使用校は神戸市立北須磨小学校のみ）。
2022年3月31日に放送の読売テレビ「秘密のケンミンSHOW極2時間スペシャル・兵庫絶景◯秘坂道」で、「本校校舎が勾配17%の坂の上にある」という内容で紹介された。

## 通学区域が隣接している学校
- 神戸市立福住小学校
- 神戸市立摩耶小学校
- 神戸市立六甲小学校
- 神戸市立高羽小学校
- 神戸市立鶴甲小学校
- 神戸市立六甲山小学校